# Герс
Герс (от френски: herse) или катаракт е решетка от дърво, метал или двете заедно. Герсовете защитават портите на много средновековни замъци и са последна защитна линия при атака или обсада. Всеки герс е монтиран към вертикални жлебове в стените на замъка им може лесно да се вдига и спуска чрез вериги и въжета, монтирани към намираща се вътре лебедка.
Обикновено на главния вход на замъка има два герса. По-вътрешният се затваря преди по-външния. Той може да приклещи врага и често от покрива са хвърляни горящи дърва или нажежен пясък по него. Популярното вярване за хвърляне на нагорещено олио не е вярно, защото по това време олиото е било прекалено скъпо и рядко, за да се прахосва по този начин. По стените около герса обикновено има бойници, които позволяват на стрелците и арбалетчиците да унищожат заклещения враг.
Герсовете са често срещан елемент в британската хералдика.

## Галерия
- Герс, замък Харбург
- Герс, замък Стърлинг
- Герс, дворец д'Акурсио, Болоня